# Freecode

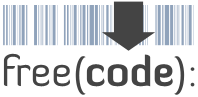
site eletrônico que atualização sobre as versões mais recentes de um software

Freshmeat (literalmente "carne fresca" em inglês) é um sítio eletrônico, de propriedade da Geeknet, que permite que os usuários de computador se mantenham atualizados sobre as versões mais recentes de softwares, bem como escrevam e leiam artigos, enviem e recebam comentários sobre eles, entre outros recursos. A maioria dos softwares cobertos ali é de código aberto para  sistemas operacionais similares ao Unix. Mas Freshmeat cobre também novas versões de software proprietário e para múltiplas plataformas, em Palm OS e OS X. 